# Turneria arbusta
Turneria arbusta é uma espécie de formiga do gênero Turneria.